# Conobea glechomoides
Conobea glechomoides är en grobladsväxtart som först beskrevs av Spreng., och fick sitt nu gällande namn av V.C.Souza. Conobea glechomoides ingår i släktet Conobea och familjen grobladsväxter. Inga underarter finns listade i Catalogue of Life.